# مستعمرات نیو انگلند
مستعمرات نیو انگلند (به انگلیسی: New England Colonies) مستعمره‌های پادشاهی بریتانیادر آمریکا و شامل مستعمره کنتیکت، مستعمره رود آیلند و کشتزارهای پراویدنس، مستعمره خلیج ماساچوست، مستعمره پلیموت و استان نیو همشایر به همراه چند مستعمرهٔ مستعجل دیگر بود. این مستعمره‌ها بخشی از مستعمرات سیزده‌گانه بودند.